# Oies de Lorenz
Les Oies de Lorenz sont des oies cendrées qui prirent Konrad Lorenz comme figure maternelle. C'est aussi un raccourci pour rappeler la suite d'expérimentations de cet éthologue qui mettra en évidence le principe d'imprégnation (ou d'empreinte psychologique).

## Présentation de l'approche méthodologique
Lorenz s'intéresse dans ses expériences à des oisons venant au monde. Il constate que les poussins ont la caractéristique innée de s'attacher à leur mère et de la suivre de façon systématique. Il adopte ainsi le comportement d'une mère, et se rend compte que ces poussins peuvent s'attacher au premier objet mobile qu'ils voient à leur naissance sans pour autant qu'il s'agisse de leur mère biologique. Il obtient ainsi des poussins qui le suivent, et d'autres qui suivent un simple ballon coloré. La présentation ultérieure de leur mère véritable ne change rien au phénomène, puisque les poussins continuent d'adopter un comportement semblable envers celui que les poussins ont vu et côtoyé dès l'instant de leur venue au monde. C'est bien le premier objet venu, le premier que les poussins voient à leur naissance, qui laisse son empreinte. 
L'instinct comporte donc une part complètement déterminée, cette part innée qui est inhérente à la phylogenèse, mais aussi un mécanisme de mise en place (dans l'exemple des poussins : l'identification de la « mère ») qui permet des associations étranges.

## Influence de ces travaux
C'est ce processus qui a été utilisé par Carroll Ballard le réalisateur du film L'Envolée sauvage pour gagner la confiance des oiseaux migrateurs qu'il suit en vol et en migration depuis un ULM ainsi que depuis 2004 par le chorégraphe français Luc Petton dans ses spectacles La Confidence des oiseaux (2005) avec des corvidés et Swan (2012) avec des cygnes,.